# Vojenská záložní nemocnice v Kaznějově
Vojenská záložní nemocnice v Kaznějově v okrese Plzeň-sever je bývalá nemocnice, která se nacházela v severní části města.

## Historie
Objekt spravovala příspěvková organizace Zdravotnické zabezpečení krizových stavů se sídlem v Příbrami pro ministerstvo zdravotnictví. Roku 2003 si areál pronajala soukromá výrobní firma, která jej o pět let později odkoupila.
Podobně zaměřené nemocnice byly v Holicích, Hředlích, Jílovém u Prahy, Mlékovicích, Ujkovicích a Zábřehu.